# Jan Hora (varhaník)
Jan Hora (* 7. prosince 1936, Praha) je český varhaník a hudební pedagog, profesor Akademie múzických umění v Praze a Pražské konzervatoře.

## Život a působení
Vystudoval Pražskou konzervatoř ve třídě profesora Jana Bedřicha Krajse (1956), hudební fakultu Akademie múzických umění u profesora Jiřího Reinbergra (1960) a ve varhanickém vzdělávání pokračoval na Vysoké hudební škole Franze Liszta ve Výmaru u J.-E. Köhlera. Už jako posluchač AMU získal významné úspěchy v interpretačních soutěžích: v roce 1958 byl laureátem bachovské soutěže v belgickém Gentu a v roce 1964 laureátem prestižní mezinárodní bachovské soutěže v Lipsku. Když byla v roce 1958 při festivalu Pražské jaro poprvé vyhlášena Mezinárodní varhanní soutěž, získal Jan Hora čestné uznání. Koncertoval téměř ve všech evropských zemích, v USA a v Japonsku, vystupoval na významných hudebních a varhanních festivalech (Stockholm, Brémy, Brusel, Göttingen). Ve spolupráci se špičkovými orchestry nahrál řadu významných varhanních děl, například Glagolskou mši Leoše Janáčka dokonce několikrát, s dirigenty sirem Ch. Mackerrassem, Václavem Neumannem a Františkem Jílkem. Roku 1965 byl jmenován profesorem Pražské konzervatoře a na AMU byl povolán roku 1977 jako pověřený pedagog, později jako řádný profesor. Nadále však působí i na konzervatoři. Mezi jeho žáky vynikli Josef Popelka, Petr Čech (varhaník) nebo František Vaníček.

## Dílo
Jan Hora má rozsáhlý a stylově všestranný repertoár, který začíná barokní a rokokovou hudbou. Vedle varhanního díla J. S. Bacha a starých českých mistrů (Černohorský, Zach, Seger, Brixi, Kopřiva, Kuchař) hraje romantickou literaturu (Felix Mendelssohn, Johannes Brahms) i autory 20. století (Paul Hindemith, Olivier Messiaen, Leoš Janáček, Petr Eben, Miloslav Kabeláč aj.). Pro firmu Vixen nahrál řadu CD se souborným varhanním dílem řady českých autorů (Antonín Dvořák, Leoš Janáček, Josef Bohuslav Foerster a Bohuslav Martinů). Nahrál také kompletní varhanní dílo Jana Zacha, K. B. Kopřivy, J. K. Kuchaře a souborné dílo Miloslava Kabeláče a Aloise Háby. Pravidelně bývá zván jako člen porot mezinárodních varhanních soutěží, jako je soutěž ARD v Mnichově, bachovská soutěž ve Freibergu, soutěž v Norimberku a ovšem i varhanní soutěž Pražského jara.